# 泰克
泰克（英語：Tektronix）是一家成立于1946年美国電子儀器測量公司，以生产示波器、逻辑分析仪以及信号源等电子设备而著名。泰克公司创始人在1946年发明了世界上第一台触發式示波器。
泰克最初是一家独立公司，现在是丹纳赫公司的子公司 Fortive。

## 历史
1946 年由C.Howard Vollum 和Melvin J.Murdock 创立泰克科技。并在1946 年，泰克发明了世界上第一台商用示波器Vollumscope，随后1947 年，带有触发功能的Tektronix 511示波器诞生。
泰克在中国的发展历史可以追溯到1972年。时任美国总统尼克松在这一年访华，并捐赠了一个带有泰克设备的卫星地面站，标志着中国与泰克合作的开端。1983年，泰克在中国大陸设立了第一个销售办事处，开始在华业务。其台灣分公司於1988年在台北成立。
2018年12月5日,泰克在上海市成立亚太区的地区总部。
2007 年 11 月 21 日，泰克被丹纳赫公司以 28.5 亿美元收购。
2016 年 2 月 1 日，泰克推出了新的徽标设计，取代了自 1992 年以来一直使用的徽标，并表明了战略的转变，即为计算、通信和汽车等特定领域提供量身定制的测量产品。丹纳赫于2016年剥离了包括泰克在内的几家子公司，创建了Fortive。
2019 年 4 月 25 日，以波形监视器而闻名的泰克视频通过与 Fortive 的协议与 Telestream 合并。

## 早期示波器型号
- 7000系列示波器和插件，1970-1985年
- 5000系列示波器和插件，1970-1985年
- 2000 系列便携式示波器 （1978–？）
- 500系列示波器和插件，1946-1970年
- 400系列便携式示波器和频谱分析仪，1966-1989年[7]
- 300 系列便携式示波器 1952–1969？
- 200 系列便携式示波器 （1975–？）

## “非测试”产品
- 泰克 4014 计算机终端
- 泰克 405x 图形微型计算机